# Sasolburg
Sasolburg is een industriestad in de Zuid-Afrikaanse provincie Vrijstaat. Sasolburg telt ongeveer 31.000 inwoners. De blanke bevolking van Sasolburg is grotendeels Afrikaanstalig, de zwarte bevolking spreekt grotendeels Sesotho.

## Geschiedenis
Sasolburg is, samen met de andere industriestad Secunda die in de buurt ligt, in 1954 gesticht als vestigingsplaats van Sasol, de Suid-Afrikaanse Steenkool-, Olie- en Gasmaatskappy rond de steenkoolmijnen.
Op 21 januari 1960 stortte ten zuiden van Sasolburg een mijn in. Bij de Coalbrook-ramp kwamen 437 mensen om het leven, het was daarmee de grootste mijnramp in de Zuid-Afrikaanse geschiedenis.

## Stedelijke regio
Samen met Vereeniging en Vanderbijlpark vormt Sasolburg de Vaaldriehoek. Dit is een belangrijk industriegebied in Zuid-Afrika voor onder meer ijzer, staal, olie en kolen.
In de plaatst staat een belangrijke raffinaderij met een verwerkingscapaciteit van bijna 110.000 vaten olie per dag. SASOL heeft een aandelenbelang van 63,6% in Natref, de joint venture die de raffinaderij in handen heeft.

### Subplaatsen
Het nationaal instituut voor de statistiek, Stats SA, deelt sinds de census 2011 deze hoofdplaats in in 20 zogenaamde subplaatsen (sub place), waarvan de grootste zijn: Sasolburg Ext 1, Sasolburg Ext 12, Vaal Park en Vaal Park Ext 1.